# هامونه هلاس
هامونهٔ هلاس (انگلیسی: Hellas Planitia) یک دشت بزرگ و تقریباً دایره‌ای در نیمکره جنوبی مریخ است که در داخل یک حوضه برخوردی عظیم به نام هلاس قرار دارد. این دشت با قطر تقریباً ۲۳۰۰ کیلومتر، بزرگ‌ترین ساختار با منشأ برخوردی شناخته شده در این سیاره است.
هامونه هلاس یک مشخصه مهم بر روی سیاره بهرام (مریخ) است که به عنوان یکی از بزرگ‌ترین دهانه‌های برخوردی در منظومه شمسی شناخته می‌شود. هامونه هلاس در نیمکره جنوبی مریخ واقع شده‌است و به عنوان بزرگ‌ترین عارضه برخوردی این سیاره شناخته می‌شود. قطری حدود ۲۲۵۰ کیلومتر (۱۴۰۰ مایل) دارد و به عمقی می‌رسد که نشان‌دهنده پایین‌ترین ارتفاع در مریخ است.

## تشکیل
تصور می‌شود این حوضه برخوردی عظیم به وسیله برخورد با یک سیارک بزرگ در اوایل تاریخ مریخ، حدود ۴ میلیارد سال پیش، ایجاد شده باشد. این برخورد منجر به شکل‌گیری این حوضه عمیق شد و آن را به یکی از برجسته‌ترین ویژگی‌های مریخ تبدیل کرد.

## ویژگی‌ها
این حوضه دارای ویژگی‌های منحصر به فردی از جمله زمین‌های نواری است که در ناحیه شمال غربی آن دیده می‌شود. این زمین نواری از نوارهای صافی از مواد تشکیل شده‌است که توسط پشته‌ها یا فرورفتگی‌ها از هم جدا شده‌اند و احتمالاً نشان دهنده فرآیندهای زمین‌شناسی گذشته مانند فعالیت‌های یخبندان یا تغییرشکل رسوبات در زیر صفحات یخی است.
ارتفاع لبه‌های این حوضه تا ۹ کیلومتر از کف آن بالاتر است. عمیق‌ترین نقطه این دشت ۸٫۱۸ کیلومتر پایین‌تر از سطح مرجع مریخ (معادل سطح دریا در زمین) قرار دارد. 

## اهمیت زمین‌شناسی
هامونه هلاس در طول زمان تحت فرآیندهای زمین‌شناسی مختلفی، مانند رسوب‌گذاری توسط یخچال‌های طبیعی و نهرها، فعالیت‌های آتشفشانی که منجر به ایجاد لایه‌های گدازه شد، و فرسایش بادی قرار گرفته‌است. با وجود این فرایندها، همچنان یکی از بهترین حوضه‌های برخوردی بزرگ حفظ شده در مریخ است.

## امکان وجود آب
با توجه به عمق و شرایط خاص آن، هامونه هلاس به‌طور بالقوه می‌تواند از وجود آب پایدار در کم‌ارتفاع‌ترین نقاط خود پشتیبانی کند. فشار اتمسفر در این مناطق تقریباً دو برابر بیشتر از ارتفاعات مجاور در مریخ است و شرایطی را ایجاد می‌کند که آب می‌تواند روی سطح پایدار بماند.
تصور می‌شود که در گذشته، آب به صورت مایع در این دشت وجود داشته‌است. مطالعه این دشت می‌تواند اطلاعات ارزشمندی دربارهٔ تاریخچه برخوردهای سیاره‌ای و تکامل مریخ در اختیار دانشمندان قرار دهد. وجود یخ و احتمال وجود آب مایع در گذشته، هامونهٔ هلاس را به یکی از مکان‌های مورد علاقه دانشمندان در جستجوی حیات در مریخ تبدیل کرده‌است. کاوشگرهای متعددی در حال حاضر در حال مطالعه این دشت هستند و به دنبال شواهدی از حیات میکروسکوپی می‌باشند.